# Beth Anderson

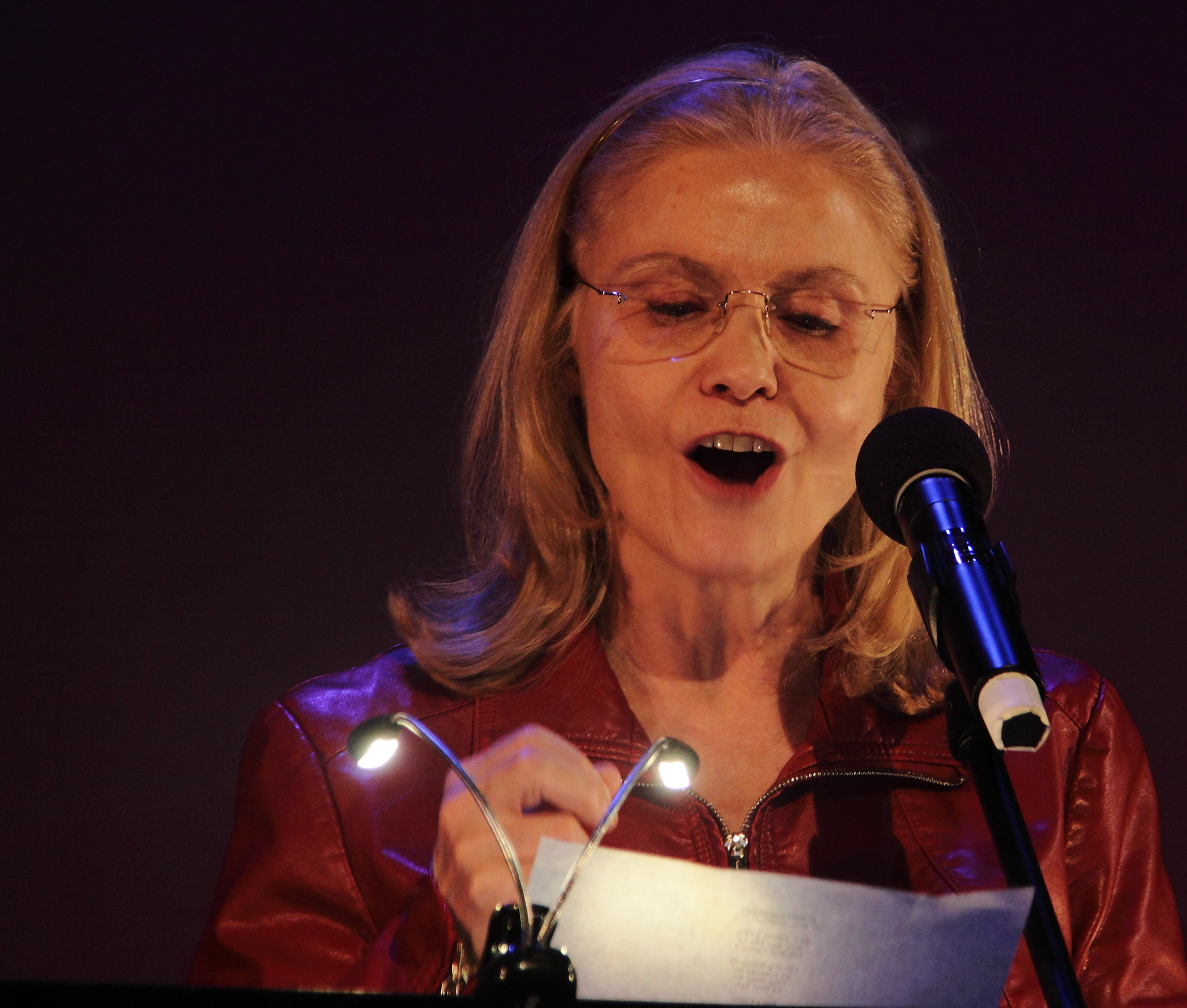
Beth Anderson, 2018

Elizabeth „Beth“ Anderson (* 3. Januar 1950 in Lexington, Kentucky) ist eine US-amerikanische Komponistin.
Anderson studierte an der University of Kentucky Klavier bei Margie Murphy und Helen Lipscomb, am Mills College und an der UC Davis. Zu ihren Lehrern zählten John Cage, Terry Riley, Robert Ashley, Larry Austin. Kenneth Wright, John Barnes Chance, Nathan Rubin, Naomi Sparrow, Bernard Abramovitch und Nathaniel Patch. Sie lebt in Brooklyn und unterrichtet an der Greenwich House Music School.
Sie ist Mitglied der Broadcast Musicians Inc. (BMI), des American Composers' Forum, der International Alliance of Women in Music, des American Music Center und der American Composers Alliance und Schatzmeisterin der  New York Women Composers. Anderson komponierte Orchesterwerke, Kammermusik, eine Oper, eine Operette, ein Oratorium, Chorwerke, Lieder und elektroakustische Werke.